# Juniorvärldsmästerskapet i ishockey 1987
Juniorvärldsmästerskapet i ishockey 1987, JVM i ishockey 1987, var den elfte upplagan av Juniorvärldsmästerskapet i ishockey som arrangerades av IIHF. 
Mästerskapet avgjordes i tre divisioner som A-, B- och C-JVM. Dessa divisioner spelades som tre turneringar:
A-JVM spelades i Nitra, Piešťany, Trenčín och Topolcany i Tjeckoslovakien, under perioden 26 december 1986 - 4 januari 1987.
B-JVM i Rouen, Frankrike, under perioden 15 - 21 mars 1987.
C-JVM i Esbjerg, Danmark, under perioden 16 - 22 mars 1987.
Finland erövrade sitt första JVM-guld. Tjeckoslovakien tilldelades silvermedaljerna och Sverige vann bronsmedaljer.
Detta år går till eftervärlden för sitt stora slagsmål som utbröt på isen i matchen mellan Kanada och Sovjetunionen under den andra perioden i turneringens sista match. Alla spelare och ledare deltog i slagsmålet. Sovjetunionen och Kanada diskvalificerades.
| A-JVM 1987 | A-JVM 1987      |
| ---------- | --------------- |
| Guld       | Finland         |
| Silver     | Tjeckoslovakien |
| Brons      | Sverige         |
| 4.         | USA             |
| 5.         | Polen           |
| 6.         | Schweiz         |
| DQ         | Kanada          |
| DQ         | Sovjetunionen   |

| B-JVM 1987 | B-JVM 1987    |
| ---------- | ------------- |
| 9.         | Västtyskland  |
| 10.        | Norge         |
| 11.        | Japan         |
| 12.        | Österrike     |
| 13.        | Frankrike     |
| 14.        | Rumänien      |
| 15.        | Nederländerna |
| 16.        | Italien       |

| C-JVM 1987 | C-JVM 1987     |
| ---------- | -------------- |
| 17.        | Jugoslavien    |
| 18.        | Danmark        |
| 19.        | Storbritannien |
| 20.        | Bulgarien      |
| 21.        | Spanien        |
| 22.        | Australien     |

## A-JVM

### Spelordning
Turneringen avgjordes genom att lagen spelade en serie där alla lagen mötte alla. Det lag som efter sju omgångar placerade sig på första plats i tabellen utropades till juniorvärldsmästare i ishockey. Alla lag spelade sju matcher, där vinst gav två poäng, oavgjord en poäng och där inbördes möte gällde innan man delade på lag genom målskillnad i tabellen.

### Det stora slagsmålet i Piešťany
Den här artikeln är helt eller delvis baserad på material från engelskspråkiga Wikipedia, Punch-up in Piestany, 29 maj 2007.
Denna turnering innehöll ett av de mest ökända slagsmålen i internationell ishockeyhistoria med Kanada och Sovjetunionen engagerade i ett vilt slagsmål. Matchen skedde vid en brytperiod i ett i internationellt sammanhang komplicerat läge i och med det kalla kriget som närmar sig sitt slut, samt efter ett antal ishockeymatcher mellan Kanada och Sovjetunionen, som Canada Cup, VM i ishockey. Bägge lagen gjorde anspråk på titeln världens bästa lag. Efter 1987 års turnering har de två nationerna fortsatt att dominera turneringen. Kanada har vunnit 12 guldmedaljer mellan 1988 and 2008, under det att Sovjetunionen och dess efterföljare Ryssland, vunnit fem turneringar.
Domaren Hans Rønning var utsedd som neutral domare av IIHF. Det hela började i den 13:e minuten av den andra perioden. Matchen stod 4-2 till Kanada som vid vinst skulle vinna JVM-guld. Sovjetunionen behövde i sin tur vinna för att kunna nå medaljerna i turneringen. Matchen var småruffig och flera incidenter med fult spel med klubban hade förekommit. Vid en tekning då Sergej Sjesterikov kolliderade med Everett Sanipass och ett slagsmål utbröt mellan dem. Samtidigt slashade Sovjetunionens Pavel Kostitjkin Kanadas Theoren Fleury, en spelare som var känd för sin korta stubin. Bägge spelarbänkarna tömdes på spelare som störtade ut på isen för att slåss. Domarna lyckas inte dela på bråkmakarna, utan lämnade isen. För att få slut på slagsmålet som pågått i 20 minuter, släcktes till slut lamporna i arenan.
Domaren Rønning anklagades senare för att vara en av orsakerna till att slagsmålet utbröt. Hans ovana med spel på höginternationell nivå antogs vara orsaken till att han lät farligt spel med klubborna ske ostraffat för bägge lagen.
Ett krismöte hölls av turneringsledningen och man beslutade att diskvalificera bägge lagen, med rösterna 7 - 1. Den ende med avvikande mening var kanadensaren Dennis McDonald. Bägge lagen förbjöds också att delta i den avslutande turneringsbanketten.
Från bägge håll kom sedan anklagelser om vilket lag som började slagsmålet. Efteråt hävdade sovjetisk hockey officiellt att fientligheterna kom sig av att en kanadensisk tränare hävdade att han misshandlades av en av de sovjetiska assisterande tränarna. Några kanadensare hävdade att Sovjet hade inlett slagsmålet genom att lämna sin bänk först, och hade gjort det med avsikt att få Kanada diskvalificerat.
IIHF straffade vissa spelare genom att förbjuda dem att delta i spel i 18 månader. Andra spelare som man bedömt deltagit mer aktivt i slagsmålet dömdes till 2 års avstängning från spel.
I Sovjetunionen avskedades huvudledaren för juniorlaget, Vladimir Vasiljev, och man tog avstånd från det inträffade från det sovjetiska ishockeyförbundet.
I Kanada fick spelarna starkt stöd från allmänheten. I opinionsundersökningar som hölls med anledning av slagsmålet 1987 sade sig 92% av de svarande stödja spelarnas agerande.  Toronto Maple Leafs ägare Harold Ballard lät tillverka speciella guldmedaljer till spelarna som deltagit i det kanadensiska laget. Från centralt håll i det kanadensiska ishockeyförbundet kritiserades dock spelarna för hur de deltagit i slagsmålet.

### Resultat
| Datum            | Match                           | Res.   | Periodres.                          |
| ---------------- | ------------------------------- | ------ | ----------------------------------- |
| 26 december 1986 | Tjeckoslovakien - Sverige       | 4 - 3  | 1-1,2-1,1-1                         |
| 26 december 1986 | USA - Finland                   | 1 - 4  | 0-1,0-2,1-1                         |
| 26 december 1986 | Sovjetunionen - Polen           | 7 - 3  | 3-2,3-0,1-1                         |
| 26 december 1986 | Kanada - Schweiz                | 6 - 4  | 5-2,1-1,0-1                         |
| 27 december 1986 | Tjeckoslovakien - USA           | 2 - 8  | 0-3,2-0,0-5                         |
| 27 december 1986 | Schweiz - Sovjetunionen         | 0 - 8  | 0-2,0-1,0-5                         |
| 27 december 1986 | Finland - Kanada                | 6 - 6  | 0-1,5-2,1-2                         |
| 27 december 1986 | Polen - Sverige                 | 0 - 15 | 0-7,0-4,0-4                         |
| 29 december 1986 | Tjeckoslovakien - Kanada        | 5 - 1  | 1-0,1-1,3-0                         |
| 29 december 1986 | Sverige - Schweiz               | 8 - 0  | 1-0,4-0,3-0                         |
| 29 december 1986 | USA - Polen                     | 15 - 2 | 5-0,6-0,4-2                         |
| 29 december 1986 | Sovjetunionen - Finland         | 4 - 5  | 2-3,0-1,2-1                         |
| 30 december 1986 | Kanada - Polen                  | 18 - 3 | 7-0,5-1,6-2                         |
| 30 december 1986 | Finland - Sverige               | 0 - 5  | 0-3,0-2,0-0                         |
| 30 december 1986 | Tjeckoslovakien - Sovjetunionen | 5 - 3  | 2-0,3-1,1-2                         |
| 30 december 1986 | Schweiz - USA                   | 6 - 12 | 0-3,3-5,3-4                         |
| 1 januari 1987   | Sovjetunionen - Sverige         | 3 - 3  | 1-3,0-0,2-0                         |
| 1 januari 1987   | Kanada - USA                    | 6 - 2  | 3-1,1-1,2-0                         |
| 1 januari 1987   | Finland - Schweiz               | 12 - 1 | 4-0,3-0,5-1                         |
| 1 januari 1987   | Tjeckoslovakien - Polen         | 9 - 2  | 4-0,3-1,2-1                         |
| 2 januari 1987   | Polen - Finland                 | 3 - 13 | 0-6,1-4,2-3                         |
| 2 januari 1987   | Tjeckoslovakien - Schweiz       | 8 - 1  | 1-1,3-0,4-0                         |
| 2 januari 1987   | Sverige - Kanada                | 3 - 4  | 0-2,1-1,1-1                         |
| 2 januari 1987   | USA - Sovjetunionen             | 4 - 2  | 1-1,1-1,2-0                         |
| 4 januari 1987   | Tjeckoslovakien - Finland       | 3 - 5  | 1-2,1-0,1-3                         |
| 4 januari 1987   | USA - Sverige                   | 0 - 8  | 0-4,0-3,0-1                         |
| 4 januari 1987   | Polen - Schweiz                 | 8 - 3  | 2-1,3-0,3-2                         |
| 4 januari 1987   | Sovjetunionen - Kanada          | 2 - 4  | 1-3. 1-1, Avbruten efter 33 minuter |

### Slutresultat
| P  | Lag             | S | V | O | F | Mål   | Poäng |
| -- | --------------- | - | - | - | - | ----- | ----- |
| 1. | Finland         | 7 | 5 | 1 | 1 | 45-23 | 11    |
| 2. | Tjeckoslovakien | 7 | 5 | 0 | 2 | 36-23 | 10    |
| 3. | Sverige         | 7 | 4 | 1 | 2 | 45-11 | 9     |
| 4. | USA             | 7 | 4 | 0 | 3 | 42-30 | 8     |
| 5. | Polen           | 7 | 1 | 0 | 6 | 21-80 | 2     |
| 6. | Schweiz         | 7 | 0 | 0 | 7 | 15-82 | 0     |
| DQ | Kanada          | 6 | 4 | 1 | 1 | 41-23 | 9     |
| DQ | Sovjetunionen   | 6 | 2 | 1 | 3 | 27-18 | 5     |

Schweiz flyttas ned till B-gruppen inför JVM 1988.
Slutresultatet ovan fastställdes utan att fullfölja den avslutade matchen mellan Sovjetunionen och Kanada. Man valde dock att inte räkna om tabellen och ta bort de två diskvalificerade lagens resultat helt, detta skulle leda till tabellen nedan.

#### Alternativ tabell
| P  | Lag             | S | V | O | F | Mål   | Poäng |
| -- | --------------- | - | - | - | - | ----- | ----- |
| 1. | Sverige         | 5 | 4 | 0 | 1 | 38-5  | 8     |
| 2. | Finland         | 5 | 4 | 0 | 1 | 42-13 | 8     |
| 3. | USA             | 5 | 3 | 0 | 2 | 36-22 | 6     |
| 4. | Tjeckoslovakien | 5 | 3 | 0 | 2 | 26-19 | 6     |
| 5. | Polen           | 5 | 1 | 0 | 4 | 17-55 | 2     |
| 6. | Schweiz         | 5 | 0 | 0 | 5 | 11-68 | 0     |

### Skytteliga
| Spelare       | Land            | GP | G | A  | Pts |
| ------------- | --------------- | -- | - | -- | --- |
| Ulf Dahlén    | Sverige         |    | 7 | 8  | 15  |
| Teppo Kivelä  | Finland         |    | 6 | 6  | 12  |
| Jukka Seppo   | Finland         |    | 9 | 3  | 12  |
| Janne Ojanen  | Finland         |    | 2 | 10 | 12  |
| Pat Elynuik   | Kanada          |    | 6 | 5  | 11  |
| Pär Edlund    | Sverige         |    | 5 | 6  | 11  |
| Roger Öhman   | Sverige         |    | 5 | 6  | 11  |
| Sami Wahlsten | Finland         |    | 4 | 7  | 11  |
| Bo Svanberg   | Sverige         |    | 7 | 3  | 10  |
| Martin Hosták | Tjeckoslovakien |    | 7 | 3  | 10  |

### Utnämningar

#### All star-lag
- Målvakt:  Sam Lindståhl
- Backar:  Jirí Látal,  Brian Leetch
- Forwards:  Juraj Jurík,  Ulf Dahlén,  Scott Young

#### IIHFval av bäste spelare
- Målvakt:  Markus Ketterer
- Back:  Calle Johansson
- Forward:  Robert Kron

### Spelartrupper

#### Finland
- Målvakter: Markus Ketterer, Rosenberg
- Backar: Haapakoski, Tuomenoksa, Martilla, Parviainen, Matikainen, Kulonen
- Forwards: Janne Ojanen, Jukka Seppo, Kiuru, Laaksonen, Teppo Kivelä, Sami Wahlsten, Tirkkonen, Lehtosaari, Silius, Allen, Wikström, Laukkanen

#### Tjeckoslovakien
- Målvakter: Oldrich Svoboda, Rudolf Pejchar.
- Backar: Jirí Látal, Petr Pavlas, Roman Lipovský, František Kucera, Radomír Brázda, Robert Svoboda
- Forwards: Martin Hosták, Ladislav Lubina, Juraj Jurík, Tomáš Kapusta, Ivan Matulík, Roman Andrýs, Karol Rusznyak, Luboš Pázler, Robert Kron, Roman Nemcický, Lubomír Václavícek, Aleš Badal

#### Sverige
- Målvakter: Sam Lindståhl, Johan Borg
- Backar: Pär Djoos, Rikard Franzén, Niklas Gällstedt, Jonas Heed, Calle Johansson, Roger Johansson, Örjan Lindmark, Roger Åkerström.
- Forwards: Ulf Dahlén, Pär Edlund, Tomaz Eriksson, Johan Garpenlöv, Anders Gozzi, Roger Hansson, Stefan Nilsson, Ulf Sandström, Thomas Sjögren, Bo Svanberg, Håkan Åhlund, Roger Öhman

## B-JVM
JVM 1987 Grupp B spelades i Rouen, Frankrike, och vanns av Västtyskland, som flyttades upp i Grupp A inför kommande JVM.

### Slutresultat
| JVM 1987 - Grupp B | JVM 1987 - Grupp B |
| ------------------ | ------------------ |
| 1.                 | Västtyskland       |
| 2.                 | Norge              |
| 3.                 | Japan              |
| 4.                 | Österrike          |
| 5.                 | Frankrike          |
| 6.                 | Rumänien           |
| 7.                 | Nederländerna      |
| 8.                 | Italien            |

### Spelform
De åtta lagen delades upp i två pooler, A och B. De två lagen som slutade etta och två i respektive division avancerade till finalomgången, medan trean och fyran placerades i placeringsgruppen. I fortsättningsomgångarna tog lagen med sig resultat från kvalomgången. Det lag som placerade sig som etta i finalgruppen flyttades upp till Grupp A inför JVM i ishockey 1988. Sista laget i nedflyttningsgruppen flyttades ned till Grupp C inför JVM 1988.

### Inledande omgång

#### Pool A
| Datum | Match                    | Res.   | Periodres. |
| ----- | ------------------------ | ------ | ---------- |
|       | Japan - Västtyskland     | 3 - 6  |            |
|       | Frankrike - Rumänien     | 4 - 3  |            |
|       | Västtyskland - Frankrike | 2 - 2  |            |
|       | Rumänien - Japan         | 7 - 11 |            |
|       | Rumänien - Västtyskland  | 3 - 16 |            |
|       | Frankrike - Japan        | 1 - 3  |            |

| Pool A       | Matcher | V | O | F | Mål   | Poäng |
| ------------ | ------- | - | - | - | ----- | ----- |
| Västtyskland | 3       | 2 | 1 | 0 | 24-8  | 5     |
| Japan        | 3       | 2 | 0 | 1 | 17-14 | 4     |
| Frankrike    | 3       | 1 | 1 | 1 | 7-8   | 3     |
| Rumänien     | 3       | 0 | 0 | 3 | 13-31 | 0     |

#### Pool B
| Datum | Match                     | Res.   | Periodres. |
| ----- | ------------------------- | ------ | ---------- |
|       | Italien - Nederländerna   | 5 - 7  |            |
|       | Österrike - Norge         | 1 - 11 |            |
|       | Norge - Italien           | 12 - 1 |            |
|       | Nederländerna - Österrike | 4 - 6  |            |
|       | Norge - Nederländerna     | 5 - 5  |            |
|       | Österrike - Italien       | 4 - 4  |            |

| Pool B        | Matcher | V | O | F | Mål   | Poäng |
| ------------- | ------- | - | - | - | ----- | ----- |
| Norge         | 3       | 2 | 1 | 0 | 28-7  | 5     |
| Österrike     | 3       | 1 | 1 | 1 | 11-19 | 3     |
| Nederländerna | 3       | 1 | 1 | 1 | 16-16 | 3     |
| Italien       | 3       | 0 | 1 | 2 | 10-23 | 1     |

### Finalomgång
Lagen tog med sig resultat från tidigare möten med lag i gruppen. Markeras med grå bakgrundsfärg i tabellerna nedan.

#### Placeringsgrupp
| Datum | Match                     | Res.  | Periodres. |
| ----- | ------------------------- | ----- | ---------- |
|       | Frankrike - Rumänien      | 4 - 3 |            |
|       | Italien - Nederländerna   | 5 - 7 |            |
|       | Frankrike - Nederländerna | 7 - 5 |            |
|       | Italien - Rumänien        | 1 - 5 |            |
|       | Rumänien - Nederländerna  | 7 - 4 |            |
|       | Frankrike - Italien       | 7 - 3 |            |

| Placeringar 5-8 | Matcher | V | O | F | Mål   | Poäng |
| --------------- | ------- | - | - | - | ----- | ----- |
| Frankrike       | 3       | 3 | 0 | 0 | 18-11 | 6     |
| Rumänien        | 3       | 2 | 0 | 1 | 15-9  | 4     |
| Nederländerna   | 3       | 1 | 0 | 2 | 16-19 | 2     |
| Italien         | 3       | 0 | 0 | 3 | 9-19  | 0     |

#### Uppflyttningsgrupp
| Datum | Match                    | Res.   | Periodres. |
| ----- | ------------------------ | ------ | ---------- |
|       | Västtyskland - Japan     | 6 - 3  |            |
|       | Norge - Österrike        | 11 - 1 |            |
|       | Japan - Norge            | 5 - 7  |            |
|       | Österrike - Västtyskland | 0 - 11 |            |
|       | Japan - Österrike        | 6 - 3  |            |
|       | Norge - Västtyskland     | 3 - 13 |            |

| Placeringar 5-8 | Matcher | V | O | F | Mål   | Poäng |
| --------------- | ------- | - | - | - | ----- | ----- |
| Västtyskland    | 3       | 3 | 0 | 0 | 30-6  | 6     |
| Norge           | 3       | 2 | 0 | 1 | 21-19 | 4     |
| Japan           | 3       | 1 | 0 | 2 | 14-16 | 2     |
| Österrike       | 3       | 0 | 0 | 3 | 4-28  | 0     |

## Grupp C
JVM 1987 Grupp C avgjordes i Esbjerg, Danmark. Gruppen avgjordes genom att man spelade en enkelserie där alla mötte alla och där slutsegraren i tabellen flyttades upp i B-gruppen.
C-gruppen vanns av Jugoslavien som flyttades upp i B-gruppen inför JVM 1988.

### Resultat
| Datum | Match                        | Res.   | Periodres. |
| ----- | ---------------------------- | ------ | ---------- |
|       | Jugoslavien - Australien     | 21 - 1 |            |
|       | Danmark - Spanien            | 7 - 3  |            |
|       | Storbritannien - Bulgarien   | 4 - 2  |            |
|       | Jugoslavien - Spanien        | 11 - 2 |            |
|       | Danmark - Bulgarien          | 8 - 3  |            |
|       | Storbritannien - Australien  | 7 - 0  |            |
|       | Jugoslavien - Bulgarien      | 5 - 1  |            |
|       | Danmark - Storbritannien     | 11 - 4 |            |
|       | Spanien - Australien         | 7 - 2  |            |
|       | Jugoslavien - Storbritannien | 6 - 4  |            |
|       | Danmark - Australien         | 7 - 3  |            |
|       | Spanien - Bulgarien          | 5 - 8  |            |
|       | Jugoslavien - Danmark        | 13 - 4 |            |
|       | Storbritannien - Spanien     | 6 - 2  |            |
|       | Bulgarien - Australien       | 8 - 5  |            |

| JVM 1987 Grupp C | Matcher | V | O | F | Mål   | Poäng |
| ---------------- | ------- | - | - | - | ----- | ----- |
| Jugoslavien      | 5       | 5 | 0 | 0 | 56-12 | 10    |
| Danmark          | 5       | 4 | 0 | 1 | 40-11 | 8     |
| Storbritannien   | 5       | 3 | 0 | 2 | 25-21 | 6     |
| Bulgarien        | 5       | 2 | 0 | 3 | 21-23 | 4     |
| Spanien          | 5       | 1 | 0 | 4 | 19-34 | 2     |
| Australien       | 5       | 0 | 0 | 5 | 5-56  | 0     |